# Francisco García Ayuso

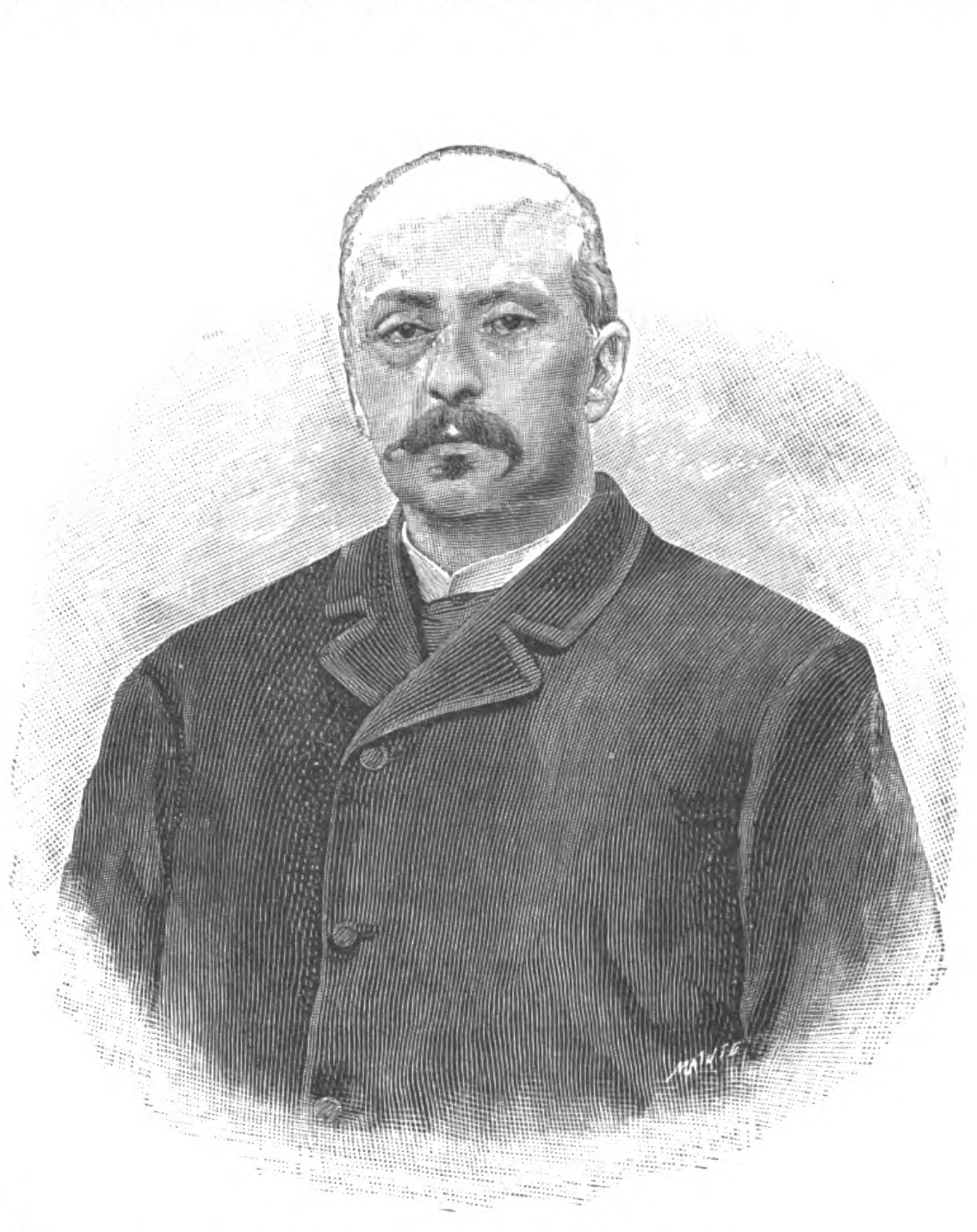
Francisco García Ayuso

Francisco García Ayuso, född 1835 i Madrid, död 1897, var en spansk språkforskare.
Ayuso studerade i München och var lärjunge till Martin Haug. Han stiftade i Madrid en "Academia de lenguas", med syfte att hålla intresset för andra folks språk och kultur vaket i Spanien. 
Ayuso skrev bland annat El estudio de la filologia en su relacion con el sanskrit (1871; fransk översättning 1884), Ensayo critico de gramática comparada (1877–79; 2:a uppl. 1886), Los pueblos iranios y Zoroastro (1874).
Han författade också en fransk, en engelsk och en tysk språklära samt historisk-geografiska skildringar av Iran (1876) och Afghanistan (1879) liksom av det sena 1800-talets upptäckter i Afrika.